# 斎藤智也
斎藤 智也（さいとう ともや、1963年6月1日 - ）は、福島県福島市出身の高校野球指導者。聖光学院高等学校副校長。

## 経歴・人物
福島高時代は、投手兼外野手として活躍。後にプロ入りした鈴木哲と同期であった。
仙台大学を卒業後、1987年に聖光学院高の教諭、同校硬式野球部部長に就任。田村隆寿に師事した後、1999年9月に同校硬式野球部の監督に就任。
2001年夏に、聖光学院野球部監督として、監督としても聖光学院野球部としても春夏を通じて初の甲子園出場を果たす。
2004年夏には、聖光学院野球部を率いて2度目の甲子園出場。この2度目の甲子園となった第86回全国高等学校野球選手権大会では2勝してベスト16に入り、1995年から9年間続いていた、福島県代表の全国高等学校野球選手権大会での初戦敗退を止め、福島県の高校野球の歴史にも大きく貢献した。
2008年夏には、監督としても聖光学院野球部としても初の、また、全国高等学校野球選手権大会では福島県勢33年ぶりとなる甲子園ベスト8入りを果たす。
2010年5月22日、第62回春季東北地区高等学校野球福島県大会準々決勝で日大東北を破り、この勝利で学法石川が持つ福島県内公式戦最多連勝記録42連勝を塗り替える43連勝を達成する。
2011年には第9回AAAアジア野球選手権大会日本代表のコーチに就任する。
2022年夏には、監督としても聖光学院野球部としても初の、また、全国高等学校野球選手権大会では福島県勢51年ぶりとなる甲子園ベスト4入りを果たす。
甲子園出場回数は、2022年現在で春の選抜高校野球大会には計6回、夏の全国高校野球選手権大会には計17回で、2022年夏にベスト4が最高成績。

## 主な教え子
- 歳内宏明（元東京ヤクルトスワローズ投手）
- 横山貴明（元東北楽天ゴールデンイーグルス投手）
- 園部聡（元オリックス・バファローズ野手）
- 岡野祐一郎（元中日ドラゴンズ投手）
- 八百板卓丸（元東北楽天ゴールデンイーグルス・読売ジャイアンツ野手）
- 遠藤雅洋（元Honda硬式野球部野手）
- 佐藤都志也（千葉ロッテマリーンズ捕手）
- 知野直人（横浜DeNAベイスターズ野手）
- 湯浅京己（阪神タイガース投手）
- 船迫大雅（読売ジャイアンツ投手）
- 山浅龍之介（中日ドラゴンズ捕手）

## 甲子園成績
【聖光学院】
（春）
- 2007春 ●2-4市川
- 2008春 ●0-1沖縄尚学
- 2012春 ○2-0鳥羽 / ●1-7横浜
- 2013春 ○8-0益田翔陽 / ○4-3鳴門 / ●3-9敦賀気比（ベスト8）
- 2018春 ○5-3東筑 / ●3-12東海大相模
- 2022春 ○9-3二松学舎大付 / ●2-7近江

（夏）
- 2001夏 ●0-20明豊
- 2004夏 ○6-0鳥取商 / ○8-4市立和歌山商 / ●8-9東海大甲府
- 2005夏 ○11-0佐賀商 / ●2-3桐光学園
- 2007夏 ○11-7岩国 / ○6-4青森山田 / ●2-8広陵
- 2008夏 ○9-2加古川北 / ○5-2市岐阜商 / ●1-15横浜（ベスト8）
- 2009夏 ●3-6PL学園
- 2010夏 ○1-0広陵 / ○5-2履正社 / ●3-10興南（ベスト8）
- 2011夏 ○5-4日南学園 / ●2-4金沢
- 2012夏 ○2-1日大三 / ●4-11浦和学院
- 2013夏 ○4-3愛工大名電 / ●1-2福井商
- 2014夏 ○2-1神戸国際大附属 / ○4-2佐久長聖 / ○2-1近江 / ●1-5日本文理（ベスト8）
- 2015夏 ●1-6東海大相模
- 2016夏 ○5-3クラーク記念国際 / ○5-2東邦 / ●3-7北海（ベスト8）
- 2017夏 ○6-0おかやま山陽 / ○5-4聖心ウルスラ学園 / ●4-6広陵
- 2018夏 ●2-3報徳学園
- 2019夏 ●2-3海星
- 2022夏 ○4-2日大三 / ○3-2横浜 / ○8-1敦賀気比 / ○10-5九州学院 / ●4-18仙台育英（ベスト4）
- 2023夏 ○9-3共栄学園/●2-8仙台育英

(通算)
- 出場24回・29勝24敗（春：出場6回・5勝6敗/夏：出場18回・24勝18敗）